# Umm Adas Faras
Umm Adas Faras – wieś w Syrii, w muhafazie Aleppo, w dystrykcie Manbidż. W 2004 roku liczyła 1444 mieszkańców.